# Anthicini
Anthicinae – plemię chrząszczy z podrzędu wielożernych i rodziny nakwiatkowatych.
Chrząszcze o kilkumilimetrowej długości ciele. Głowa ich cechuje się całobrzegimi oczami złożonymi, jedno- lub dwuzębnymi wierzchołkami żuwaczek, wierzchołkowym członem głaszczków szczękowy o formie trójkątnej lub wrzecionowatej i 11-członowymi czułkami. Szew czołowo-nadustkowy może być w pełni rozwinięty lub zredukowany do postaci poprzecznego wcisku. Wąska i gładka szyja ma szerokość wynoszącą nie więcej niż ćwierć szerokości głowy. Przedplecze odznacza się wyraźną bruzdą przednasadową (łac. sulcus antebasalis). Punktowanie powierzchni pokryw u większości gatunków jest zaburzone, nieregularne. Śródpiersie oddzielone jest od mesepisternitów wyraźnymi szwami. Rozbieżny wyrostek międzybiodrowy rozdziela biodra tylnej pary odnóży na umiarkowaną lub dużą szerokość. Odnóża mają golenie o krótkich ostrogach, a stopy zwieńczone niezmodyfikowanymi pazurkami. Narządy genitalne samców mają fallobazę niezlaną z tegmenem.
Plemię kosmopolityczna. W Polsce stwierdzono 16 gatunków z 6 rodzajów (zobacz: nakwiatkowate Polski).
Takson ten wprowadzony został w 1809 roku przez Pierre’a-André Latreille’a pod nazwą Anthicites. Obejmuje rodzaje:
- Amblyderus La Ferte-Senectere, 1849
- Anthicomorphus Lewis, 1895
- Anthicus Paykull, 1798 – nakwiatek
- Cordicollis Marseul, 1879
- Cyclodinus Mulsant & Rey, 1866
- Hirticollis Marseul, 1879
- Leptaleus La Ferte-Senectere, 1849
- Nitorus Telnov, 2007
- Omonadus Mulsant & Rey, 1866
- Sapintus Casey, 1895
- Stricticollis Marseul, 1879

Z obejmującego 4 rodzajów zapisu kopalnego plemię to znane jest od eocenu, z inkluzji w bursztynie.